# Gare de Draâ El Mizan
Pour les articles homonymes, voir Bouira (homonymie).
La gare de Draâ El Mizan est une gare ferroviaire algérienne située sur le territoire de la commune d'Aomar, dans la wilaya de Bouira.

## Situation ferroviaire
La gare est située dans la ville d'Aomar, au sud-ouest de la commune de Draâ El Mizan, sur la ligne d'Alger à Skikda, où elle est précédée de la gare de Kadiria et suivie de celle de Bouira.

## Service des voyageurs

### Desserte
La gare de Draâ El Mizan est desservie par les trains régionaux des liaisons :
- Alger - Sétif[1] ;
- Alger - Béjaïa[2] ;
- Alger - Bouira[3].